# Mad Stan
Mad Stan, il cui vero nome è Stanley Labowski, è un personaggio immaginario della serie televisiva a cartoni animati Batman of the Future.
In italiano è doppiato da Maurizio Trombini.

## Biografia del personaggio
Del suo passato non sappiamo nulla, probabilmente di origine Russa o Polacca dato il nome, e che ha problemi ad addormentarsi per cui fa largo uso di sonniferi vive a Gotham city, assieme al suo cane in un appartamento in periferia.
Profondamente disgustato dalla corruzione del sistema Stan è solito protestare urlando in modo chiassoso con grandi manifestazioni di esplosivo al limite tra protesta e terrorismo, più che un vero cattivo è trattato come un personaggio comico, e per il grosso della serie le sue apparizioni sono solo Camei. Tuttavia il suo modo di fare e la sua avversione all'autorità e alla diplomazia parodiati in maniera quasi ridicola, lo hanno portato a divenire in breve un beniamino dei telespettatori.
Stan inoltre è un ecologista ed un animalista che crede profondamente alla teoria del complotto.
Ha un tatuaggio alla base del collo che rappresenta la radioattività.

## Poteri e abilità
Pur non avendo alcun superpotere Stan dispone di una grande forza fisica dovuta alla sua mole esagerata ed è molto abile nel corpo a corpo, inoltre la sua determinazione lo porta a rialzarsi anche dopo aver subito colpi molto pesanti senza alcun'apparente danno. Nonostante si pensi a lui come a uno stupido inoltre, Stan ha più volte dimostrato di possedere in realtà una grande intelligenza strategica e pianificatrice; inoltre è estremamente esperto di ogni tipo di esplosivo.

## Curiosità
- Le fattezze del personaggio sono quelle di Henry Rollins, cantante dei Black Flag, che da voce al personaggio in originale.